# Zeth Höglund

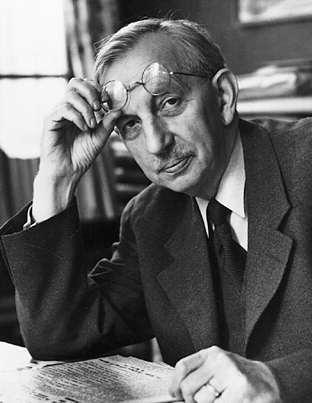
Zeth Höglund, 1953

Carl Zeth „Zäta“ Konstantin Höglund (* 29. April 1884 in Göteborg; † 13. August 1956 in Stockholm) war ein schwedischer kommunistischer, später sozialdemokratischer Politiker, Autor und Journalist. Er kann als Gründer des schwedischen Kommunismus angesehen werden.

## Leben
Zeth Höglund wuchs in Göteborg in einer Mittelschicht-Familie auf. Sein Vater, Carl Höglund, arbeitete als Kaufmann und später als Schuhmacher. Zeth war das jüngste von zehn Kindern und dabei der einzige Sohn. Seine Eltern waren sehr religiös, aber sie mochten die Kontrolle der Menschen durch die Kirche nicht. Höglund wurde später Atheist.
Höglund verbrachte einige Monate des Jahres 1903 zusammen mit Fredrik Ström in Paris, wo die beiden Schweden sozialistische Veranstaltungen besuchten. Im Jahr 1904 wurde er Mitglied der Sveriges socialdemokratiska arbetareparti („Sozialdemokratische Arbeiterpartei Schwedens“), 1905 unterstützte er aktiv die norwegischen Bemühungen um Unabhängigkeit. Etwas später lernte er Karl Liebknecht kennen, der ihn in einem seiner Bücher, Militarismus und Anti-Militarismus, lobend erwähnte.
Er war Teilnehmer der Zimmerwalder Konferenz in der Schweiz. In den Jahren 1916 bis 1917 war Höglund im Zentralgefängnis Långholmen inhaftiert. Nach der Freilassung gehörte er zu den Gründern der Vänsterpartiet („Linkspartei“), im Dezember 1917 besuchte er die führenden Funktionäre der Bolschewiki in Sankt Petersburg. Im Jahr 1922 wurde er Mitglied der Führung der Komintern. Im Jahre 1924 kritisierte er die zu große Abhängigkeit der Komintern von Moskau. Er  trat aus der Schwedischen Kommunistischen Partei aus und gründete seine eigene Kommunistische Partei. Im Jahr 1926 kehrte er in die Sozialdemokratische Arbeiterpartei Schwedens zurück, wo er zur radikalen Linken zählte. Er sah sich bis zu seinem Tode als Kommunisten und als Anhänger der ursprünglichen Ideen von Lenin.
In den Jahren 1940 bis 1950 war Höglund Oberbürgermeister von Stockholm.